# ジニーミュージック
株式会社ジニーミュージック（朝: 지니뮤직、英: GENIE MUSIC）は、韓国のレコード会社。韓国最大の携帯電話会社であるKTの子会社で、音楽配信サービスの運営、音楽コンテンツの投資と流通を専門に手掛けている。旧名はKTミュージック、及びKTFミュージック。

## 沿革
- 1991年2月7日、前身会社の「Blue Cord Technology」設立[1]。
- 音楽ポータルサイトのMUZ（現 olleh music）を取得。
- 2000年、音楽出版社のドレミメディアを買収[2]。
- 2007年、KT傘下の携帯電話会社であるKTFによって買収される[3]。
- 2008年3月28日、音楽事業部がKTF子会社の「KTFミュージック」として独立[4][5]。
- 2009年、KTとKTFの合併により、「KTミュージック」へ商号変更[6]。
- 2012年、音楽流通会社のKMPホールディングスを買収[7][8]。
- 2017年3月、LGユープラスからの投資を受け、「ジニーミュージック」へ商号変更[9][10]。
- 2018年10月10日、CJ E&M（現 CJ ENM）の子会社で、音楽専門チャンネルMnetを運営するCJデジタルミュージックを吸収合併し、CJ E&Mに株式15.35％を売却。
- 2018年11月6日、音楽授賞式『GENIE MUSIC AWARDS（GMA）』を初開催[11]。